# José Torres Espejo
José Torres Espejo (Puerto de Sagunto, Valencia, 24 de diciembre de 1936-Granada, 30 de marzo de 2009) fue un futbolista español que se desempeñaba como defensor., como lateral en ambos lados. Jugó en los equipos del Club Deportivo Acero, Real Jaén, Granada Club de Fútbol y Levante y fue internacional Sub-23.
Defensa muy temperamental, debutó en el CD Acero de Sagunto donde destacó hasta fichar como futbolista profesional con el Levante UD y fichando para jugar en Primera División con el Granada CF el 3 de agosto de 1960 cuando el presidente era José Jiménez Blanco. Costó un millón trescientas mil pesetas.
Formó parte de la plantilla rojiblanca desde la temporada 60/61 hasta la 64/65 ya en Segunda División donde jugó 110 partidos. En la última temporada fue también capitán del equipo. Tras abandonar la práctica del fútbol, siguió afincado en Granada. Torres debutó en septiembre de 1960 ante el Español, en el desaparecido estadio de la carretera de Sarriá en la tercera jornada de liga, y una semana después lo hizo en Los Cármenes frente al Valencia.
Tras su etapa en el Granada recaló una temporada en el Real Jaén CF, donde logró el ascenso del equipo y decidió dejar el fútbol, aunque todavía alargó su carrera en el Vandalia, donde pasó un par de años como entrenador-jugador.
En la temporada 62-63 ganó el trofeo Hoja del Lunes al jugador más regular.
Falleció en Granada el 30 de marzo de 2009.

## Clubes
| Club         | País   | Año         |
| ------------ | ------ | ----------- |
| CD Acero     | España | 1955 - 1957 |
| Levante UD   | España | 1957 - 1960 |
| Granada CF   | España | 1960 - 1965 |
| Real Jaén CF | España | 1966 - 1967 |
| Vandalia CF  | España | 1968 - 1970 |